# Centaurie
Centaurie (Centaurea) is een groot geslacht van planten uit de composietenfamilie (Asteraceae). Het geslacht telt 350 tot 500 soorten, die van nature voorkomen in Europa en Azië.
Kenmerken zijn onder meer een stevige, behaarde stengel, met hieraan verspreide bladeren. De hoofdjes hebben geen straalbloemen, maar in plaats hiervan een krans van vergrote, diep ingesneden buitenste bloempjes die steriel zijn maar wel op straalbloemen lijken. De soorten hybridiseren gemakkelijk.
In België en Nederland voorkomende soorten zijn:
- Grote centaurie (Centaurea scabiosa)
- Kalketrip (Centaurea calcitrapa)
- Knoopkruid (Centaurea jacea)
- Zwart knoopkruid (Centaurea nigra)
- Korenbloem (Centaurea cyanus)
- Rijncentaurie (Centaurea stoebe)

Adventief en verwilderd kunnen aangetroffen worden:
- Bergcentaurie (Centaurea montana)
- Zomercentaurie (Centaurea solstitialis)

Andere soort:
- Centaurea sadleriana

... · 
C. calcitrapa (kalketrip) · 
C. cyanus (korenbloem) · 
C. jacea (knoopkruid) · 
C. montana (bergcentaurie) · 
C. nigra (zwart knoopkruid) ·  
C. sadleriana · 
C. scabiosa (grote centaurie) · 
C. stoebe (rijncentaurie) · 
C. taliewii · 
...